# Laviana
Laviana (en asturiano: Llaviana) es un concejo español de la comunidad autónoma del Principado de Asturias. Limita al norte con Bimenes y Nava, al sur con Aller, al este con Piloña y Sobrescobio y al oeste con San Martín del Rey Aurelio y Mieres. Cuenta con una población de 12 284 habitantes (INE 2024).

## Geografía

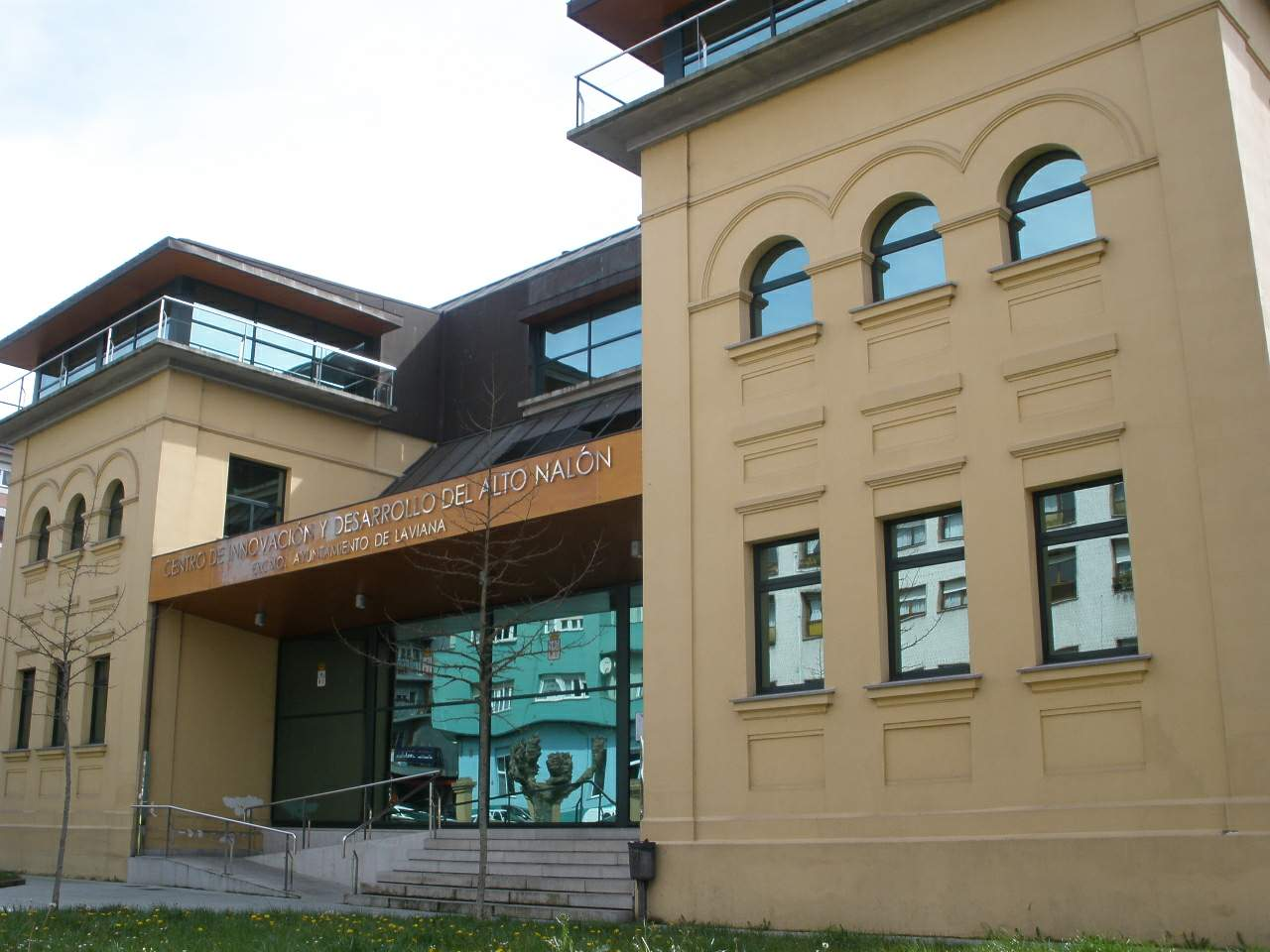
Centro de Innovación del Alto Nalón

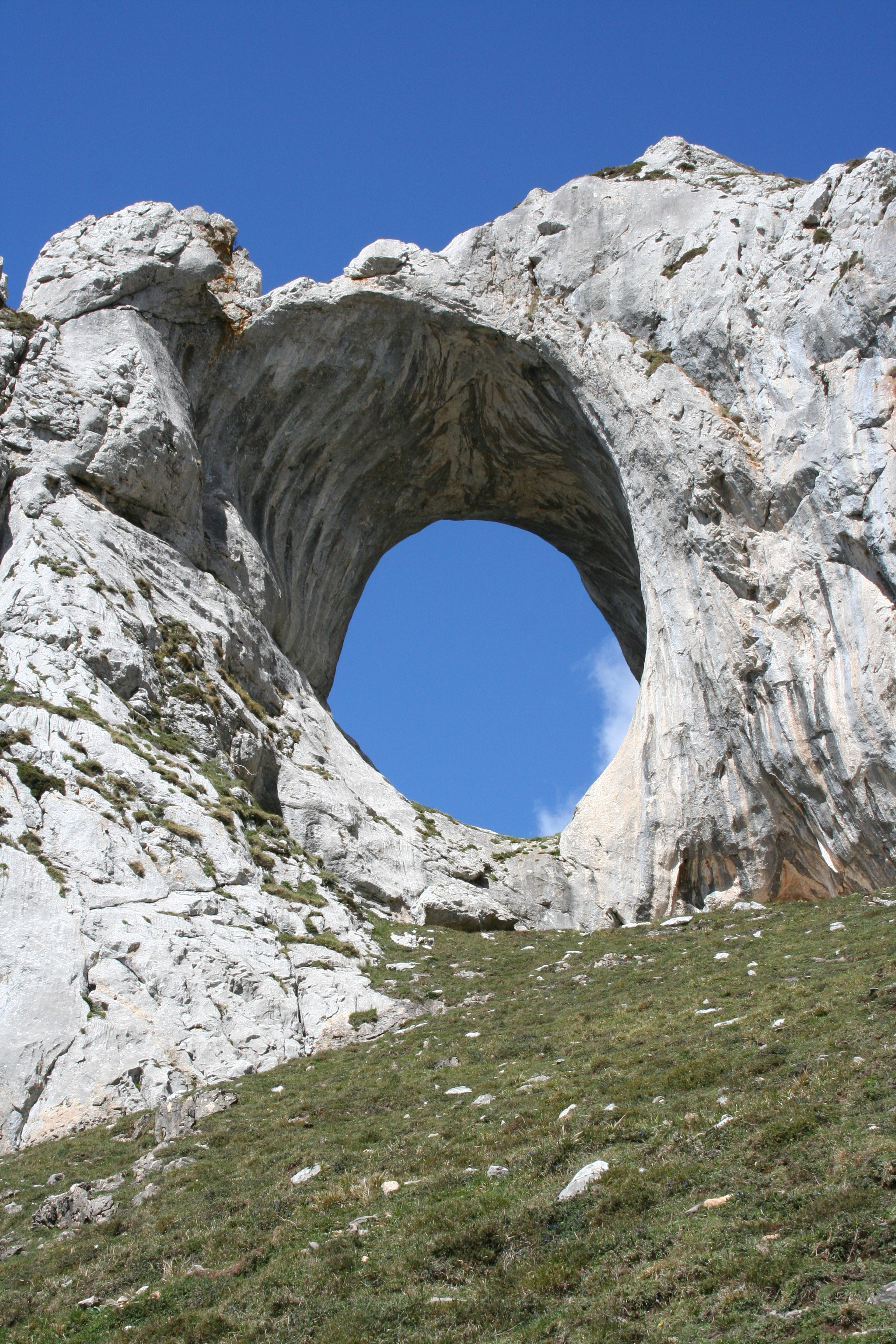
El Ojo de Buey en Peñamea

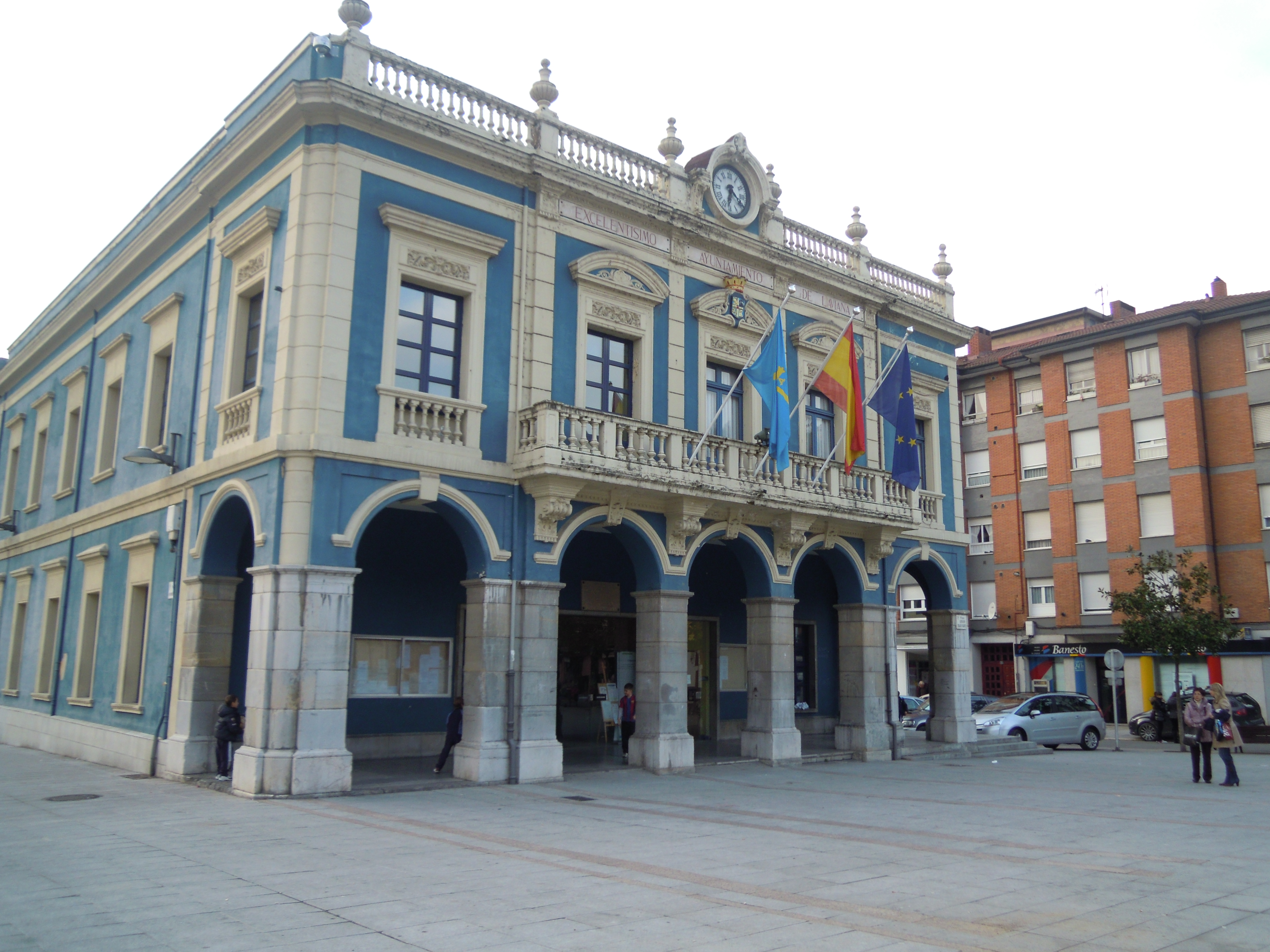
Casa consistorial en la plaza Palacio Valdés de Pola de Laviana, obra de Mariano Marín en 1905.

Laviana está a una distancia de 33 kilómetros de la capital del Principado, Oviedo. Sus principales vías de comunicación son la carretera regional AS-117, que atraviesa el concejo de oeste a este, la comarcal AS-252, que une Pola de Laviana con Aller, y la local de 1.º orden AS-382, que enlaza con San Julián de Bimenes y después con Nava a través de la comarcal AS-251.
Situado en la cuenca del río Nalón, su superficie se compone principalmente de masa forestal (46,48 %), pastos (38,75 %) y terreno improductivo (10,36 %). El resto se reparte en superficie no agrícola (3,37 %), tierras de cultivo (0,58 %) y agua (0,46 %).
El paisaje de Laviana está constituido básicamente de una vega estrecha a la orilla del río Nalón, rodeada de montes. En esta vega encontramos las poblaciones más importantes (Pola de Laviana, Barredos y El Condado) y las principales vías de comunicación (la carretera regional AS-117 Riaño - Puerto de Tarna y el ferrocarril Pola de Laviana - Gijón).
El río Nalón, que cruza el concejo de este a oeste, es alimentado por varios afluentes a su paso por él, entre los que destacan el río la Xerra (o El Condao), el río la Caya (o de la Rebollada) y el río Tiraña convergiendo por su derecha, y el río Soto, El Raigusu (o río Ribota) y el río Villoria convergiendo por su izquierda.
La mitad occidental del territorio de Laviana forma parte de la cuenca hullera del Nalón. El relieve se compone principalmente de los valles y cordilleras formados por la erosión fluvial sobre materiales carboníferos. En la parte oriental encontramos un sustrato calizo que corresponde a las zonas de mayor altitud.
Los principales montes de Laviana son Peña Mea (1564 m), la Triguera (1291 m), la Xamoca (1288 m) y el pico Tres Concejos (1097 m).
El río Nalón cruza el concejo, siendo en La Pola donde logra su mayor amplitud. Sus afluentes más importantes son, por el margen derecho, el río Xerra, el río la Pontona y el río Tiraña. Por el margen izquierdo, el río Soto, El Raigusu, el río Villoría y el Rimontán. Laviana se encuentra en el Paisaje protegido de las Cuencas Mineras de Asturias y a las puertas del parque natural de Redes.

### Clima
| Datos climáticos        | Enero | Febrero | Marzo | Abril | Mayo | Junio | Julio | Agosto | Septiembre | Octubre | Noviembre | Diciembre |
| Temperatura máxima (°C) | 14    | 16      | 18    | 21    | 22   | 24    | 27    | 25     | 23         | 19      | 18        | 15        |
| Temperatura mínima (°C) | 3     | 5       | 7     | 9     | 9    | 12    | 12    | 12     | 9          | 8       | 6         | 5         |
| Agua (°C)               | 16    | 16      | 16    | 17    | 17   | 19    | 19    | 18     | 17         | 16      | 16        | 16        |
| Precipitación (mm)      | 39    | 36      | 99    | 106   | 116  | 136   | 120   | 112    | 81         | 76      | 71        | 51        |

## Historia

### Prehistoria y Edad Antigua
Las primeras muestras prehistóricas de este concejo son de la Edad del Bronce, como son los túmulos megalíticos de Callacente y La Baúga y las hachas encontradas de Villoria y Tiraña. De su época castreña tenemos ligeras pistas, como el castro de El Cercu, El Prau de Castiello y La Corona en Boroñes. Estos castros son atribuidos a la Edad de Hierro, pero no tienen una datación fija por su falta de excavación.
De su período romano hay pocas noticias fidedignas. Aunque se sitúan estructuras arquitectónicas, como son el puente de Villoria o el torreón de El Condado, además de explotaciones mineras, sus estudios más recientes sitúan solo en esta zona una ruta romana que cruzaría el valle del Nalón para atravesar el puerto de Tarna.

### Edades Media y Moderna
De su época medieval hay pocas noticias, pues algunas se consideran poco fidedignas. Lo que sí está claro es la existencia de una demarcación con el nombre de Flaviana, cuyos representantes acuden al concilio ovetense del año 1115. En esta época, un monasterio que estaba ya acaparando gran importancia era el de San Vicente de Oviedo. En estas fechas esta demarcación ya contaba con un cargo adscrito a su gobierno, teniendo ya gran importancia comarcal y regional debido a la ruta que cruzaba todo el valle del Nalón.
En el siglo XIV la zona del Nalón sufre un cambio en su ordenación territorial y urbanística, así todas estas zonas se ven dotadas de un centro administrativo. La puebla que jerarquizaba el territorio de Laviana es de 1344. Se data la fundación de este villazgo a finales del siglo XIII. Como lugar de tránsito, Pola de Laviana no alcanzó un gran desarrollo demográfico, pero su composición social sí marca una diferencia con su entorno agrario. Así, se supone la presencia en esta puebla de notario, herrero, carpintero, etc. Aparte del dominio patrimonial ejercido por el monasterio de San Vicente, también hay un influjo creciente de las familias señoriales.
En el siglo XIV, el concejo de Laviana continuaba con cotos que escapaban de la jurisdicción. Estos eran los cotos de San Vicente y de Villoria, que mantendrían una estructura rural y ganadera, tenían que pagar el diezmo a sus señores y vivir bajo su jurisdicción marcada por el despotismo. Con la desamortización de Felipe II, algunos cotos son redimidos por el pueblo, como el coto del Entrialgo, que se incorpora al concejo de Laviana. Otros cotos, como el de Tiraña, permanecieron en manos de sus señores.
En el siglo XVIII, quedaban solo dos enclaves en esta zona: el coto de Tiraña y el coto de Villoria. La guerra de la Independencia no tuvo especial incidencia, únicamente el paso de las tropas francesas por las rutas de Tarna y San Isidro; aquí sí hay algunos sucesos de heroísmo local. Las guerras carlistas en su tercera guerra destaca su participación, ya que fuerzas armadas alcanzarían en sus correrías la mayor parte de Asturias, incluido el concejo de Lena.

### Edad Contemporánea

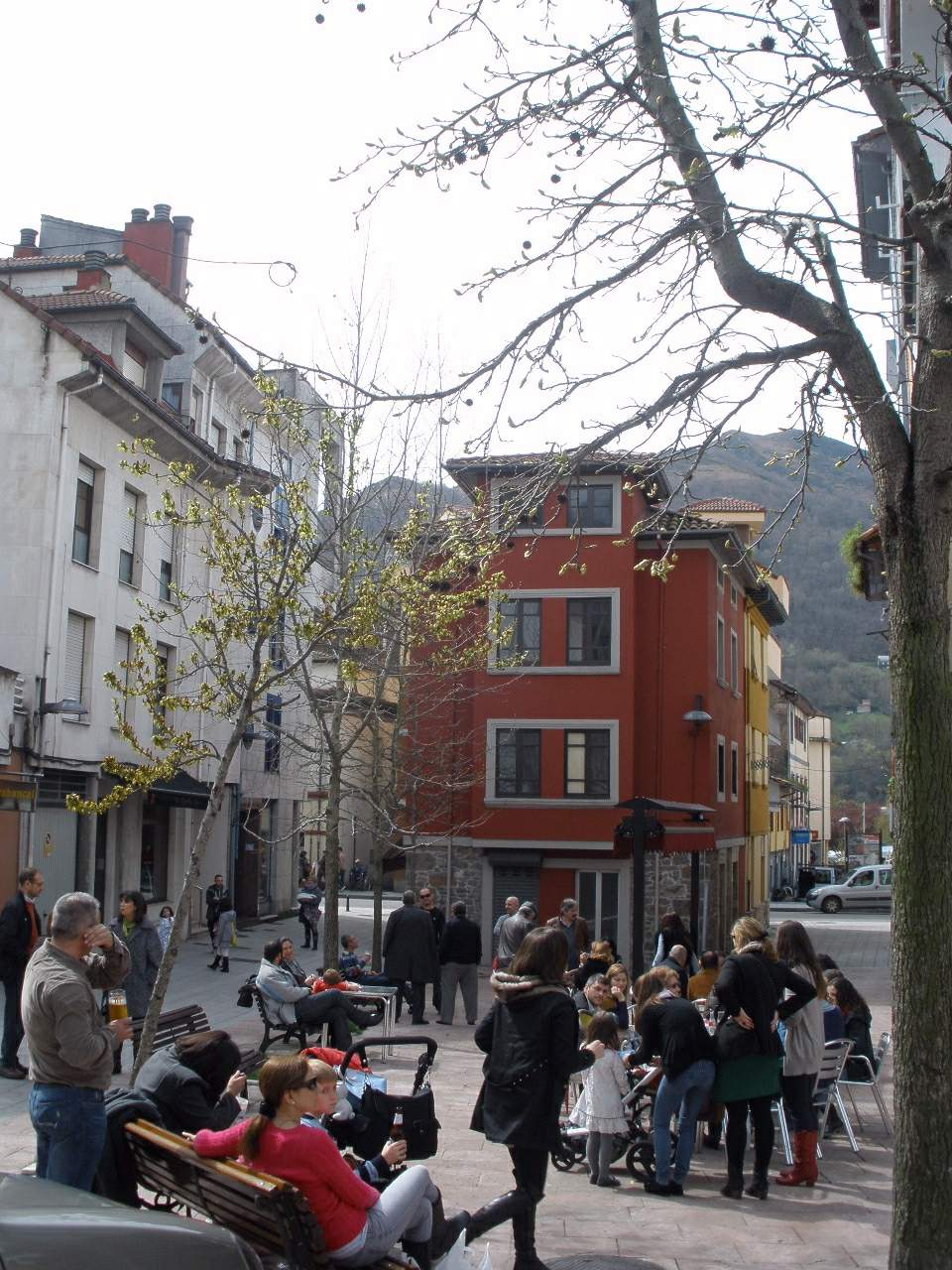
Plazoleta en Pola de Laviana.

En el siglo XIX, hay nuevas transformaciones para Laviana, con el triunfo de las ideas liberales que traerían la disolución de todas las jurisdicciones señoriales y su incorporación a los respectivos concejos. Así, los cotos de Tiraña y Villoria se incorporan a la jurisdicción del Ayuntamiento de Laviana, que adquiere la unidad administrativa que conserva hoy en día. Hay otro cambio sustancial, el ferrocarril de Langreo se extiende hasta la terminal de Pola, que impulsó en Laviana el desarrollo minero e industrial. Se funda la empresa Coto Musel, que propició una gran cantidad de cambios en la estructura de Laviana. Todas estas nuevas actividades produjeron notables cambios en las condiciones de vida y en las ideas, ya que hasta mediados de este siglo el concejo era eminentemente agrario. Esto lo demuestra la crisis de subsistencia de 1834.
En el siglo XX ya experimentó una gran actividad minera. Tuvo una especial incidencia la huelga de 1917, suprimida con una dura represión. En 1934, parte de su población participa en los sucesos revolucionarios de octubre, que culminarían con la toma de la capital provincial. En la Guerra Civil, Laviana queda encuadrada en la zona republicana y será el último reducto del Frente Norte en España. Una vez concluida la guerra, las partidas guerrilleras, entre las que destaca la de Lisardo, siguieron combatiendo. Con la política económica franquista la actividad minera tuvo una sensible reanimación y un gran crecimiento demográfico. A partir de la década de los setenta hay una profunda crisis del sector minero, lo cual trajo la creación como un intento de reestructuración de HUNOSA, que con el tiempo reunió la mayor parte de las explotaciones mineras. La única actividad minera quedó reducida al pozo Carrio y muchas personas se desplazaron a las minas de la zona baja de la cuenca.

## Demografía
Laviana cuenta con una población de 12 284 habitantes (INE 2024).
| Gráfica de evolución demográfica de Laviana entre 1842(1) y 2021 |
| |
| (1) En este censo se denominaba Pola de Labiana (2) En estos censos se denominaba Labiana Población de derecho según los censos de población del INE Población de hecho según los censos de población del INE |

Durante todo el siglo XX tuvo el mismo desarrollo que el resto de los concejos mineros, hasta 1940 crecía más deprisa que la media de Asturias, exceptuando a Mieres y Langreo. Su incremento más elevado lo conoce en el censo de 1981 al llegar a 15.363 habitantes y comienza entonces su declive, igual que en otras zonas mineras. Desde estas fechas su desarrollo es diferente al resto de los concejos mineros, ya que su capital, Pola de Laviana, ha desarrollado en los últimos años un importante sector terciario. 
Su estructura demográfica está envejecida, ya que el número de jóvenes es ligeramente superior al de mayores. Más de la mitad de su población vive en Pola de Laviana y su segundo núcleo es Barredos, que pertenece a la parroquia de Tiraña.

## Economía
Mucha de su población está jubilada y prejubilada, lo que está trayendo un nuevo cambio con un reaprovechamiento de prados y montes y un resurgir de la ganadería, que además cuenta con buenas subvenciones. El sector primario que en 1984 era el 13,01% pasa en 2000 al 9,3%, el sector secundario pasa del 41,49% al 25% y el terciario del 49,88% al 65,70%. Aquí se ve el cambio producido en este concejo, en un período tan corto como el de 12 años. 
Este concejo es de tradición agrícola y ganadera, algo que se muestra en sus pastizales. Las explotaciones mineras condicionaron la situación de su poblamiento, concentrado en torno al Nalón, aunque en la actualidad solo hay un pozo hullero, el Carrio. Muchas personas continúan con esta actividad pero en concejos vecinos. Algo que ha aumentado considerablemente ha sido el sector comercial y el turístico.

### Evolución de la deuda viva
El concepto de deuda viva contempla sólo las deudas con cajas y bancos relativas a créditos financieros, valores de renta fija y préstamos o créditos transferidos a terceros, excluyéndose, por tanto, la deuda comercial.
| Gráfica de evolución de la deuda viva del Ayuntamiento entre 2008 y 2023                                            |
| |
| Deuda viva del Ayuntamiento de Laviana, en miles de euros, según datos del Ministerio de Hacienda y Función Pública |

La deuda viva municipal por habitante en 2014 ascendía a 271,93 €. El 2 de mayo de 2019, tres años antes de lo previsto, el municipio de Laviana saldaba la totalidad de la deuda viva existente en dicho momento, quedando por tanto a cero, convirtiéndose así en uno de los Ayuntamientos asturianos económicamente saneados.

## Administración y política

### Gobierno municipal
En el concejo de Laviana, desde 1979, el único partido que ha gobernado ha sido el PSOE. El actual alcalde de Laviana es Julio García Rodríguez, del PSOE, elegido el 20 de octubre de 2017, sucediendo en el cargo a Adrián Barbón Rodríguez, quién dimitió el 9 de octubre de 2017 tras su elección como secretario general de la FSA-PSOE. En las elecciones del 26 de mayo de 2019, el PSOE, con Julio García como candidato a alcalde, obtuvo la mayoría absoluta -9 concejales de 17-. El PSOE no conseguía la mayoría absoluta en Laviana desde 1983.
| Periodo   | Nombre                        | Partido | Partido                                    |
| --------- | ----------------------------- | ------- | ------------------------------------------ |
| 1979-1983 | Pablo García Fernández        |         | Federación Socialista Asturiana (FSA-PSOE) |
| 1983-1991 | Samuel Arturo Carrio Álvarez  |         | Federación Socialista Asturiana (FSA-PSOE) |
| 1991-1995 | Ovidio Martínez Morán         |         | Federación Socialista Asturiana (FSA-PSOE) |
| 1995-2003 | Juan Ramón Zapico García      |         | Federación Socialista Asturiana (FSA-PSOE) |
| 2003-2008 | José Marciano Barreñada Bazán |         | Federación Socialista Asturiana (FSA-PSOE) |
| 2008-2017 | Adrián Barbón                 |         | Federación Socialista Asturiana (FSA-PSOE) |
| 2017-act. | Julio García Rodríguez        |         | Federación Socialista Asturiana (FSA-PSOE) |

| Partido político    | Partido político                                                                                | 1979   | 1983   | 1987   | 1991   | 1995   | 1999   | 2003   | 2007   | 2011   | 2015   | 2019   | 2023   |
| Partido político    | Partido político                                                                                | Ediles | Ediles | Ediles | Ediles | Ediles | Ediles | Ediles | Ediles | Ediles | Ediles | Ediles | Ediles |
|                     | Federación Socialista Asturiana (FSA-PSOE)                                                      | 8      | 10     | 7      | 7      | 7      | 8      | 8      | 8      | 8      | 8      | 9      | 8      |
|                     | Partido Comunista de España (PCE)-Izquierda Unida (IU)-Bloque por Asturies (BA)-Los Verdes (LV) | 5      | 4      | 5      | 6      | 6      | 3      | 4      | 3      | 3      | 4      | 3      | 4      |
|                     | Alianza Popular (AP)-Partido Popular (PP)                                                       | —      | 3      | 1      | 2      | 4      | 4      | 4      | 5      | 3      | 2      | 2      | 3      |
|                     | Somos-Podemos                                                                                   | —      | —      | —      | —      | —      | —      | —      | —      | —      | 2      | 2      | 0      |
|                     | Foro Asturias (FAC)                                                                             | —      | —      | —      | —      | —      | —      | —      | —      | 3      | 1      | 0      | 1      |
|                     | Vox                                                                                             | —      | —      | —      | —      | —      | —      | —      | —      | —      | —      | —      | 1      |
|                     | Unión Renovadora Asturiana (URAS)-Partíu Asturianista (PAS)                                     | —      | —      | —      | —      | 0      | 1      | 1      | 1      | 0      | —      | —      | —      |
|                     | Unión de Centro Democrático (UCD)-Centro Democrático y Social (CDS)                             | 4      | —      | 1      | 1      | —      | —      | —      | —      | —      | —      | —      | —      |
|                     | Grupo Independiente de Laviana (GIL)                                                            | —      | —      | 3      | 1      | —      | —      | —      | —      | —      | —      | —      | —      |
| Total de concejales | Total de concejales                                                                             | 17     | 17     | 17     | 17     | 17     | 17     | 17     | 17     | 17     | 17     | 17     | 17     |

### Organización territorial

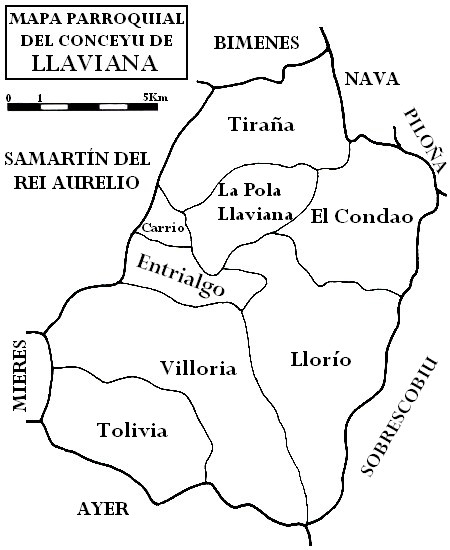
Mapa parroquial de Laviana, con los topónimos en lengua asturiana

Según el nomenclátor de 2014, el concejo comprende las siguientes parroquias:
| Parroquia                                          | Habitantes (2014) | Varones | Mujeres |
| -------------------------------------------------- | ----------------- | ------- | ------- |
| Carrio                                             | 123               | 54      | 69      |
| Condado (El Condao)                                | 596               | 302     | 294     |
| Entralgo (Entrialgo)                               | 245               | 120     | 125     |
| Lorío (Llorío)                                     | 682               | 313     | 369     |
| Pola de Laviana (La Pola Llaviana/Pola de Laviana) | 9151              | 4372    | 4779    |
| Tiraña                                             | 1804              | 888     | 916     |
| Tolivia                                            | 187               | 91      | 96      |
| Villoria                                           | 1003              | 478     | 525     |

## Cultura

### Arte

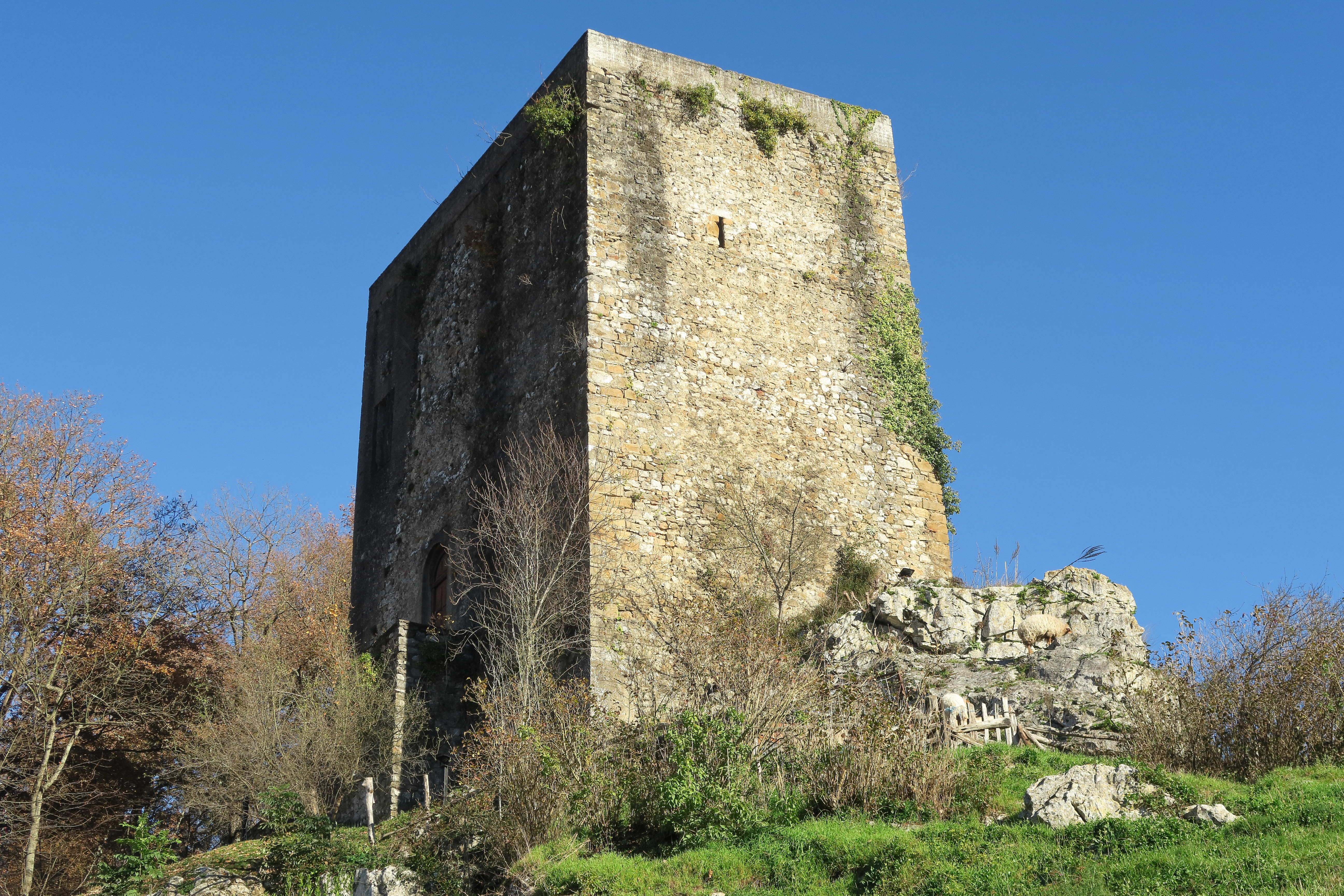
Torreón de El Condao

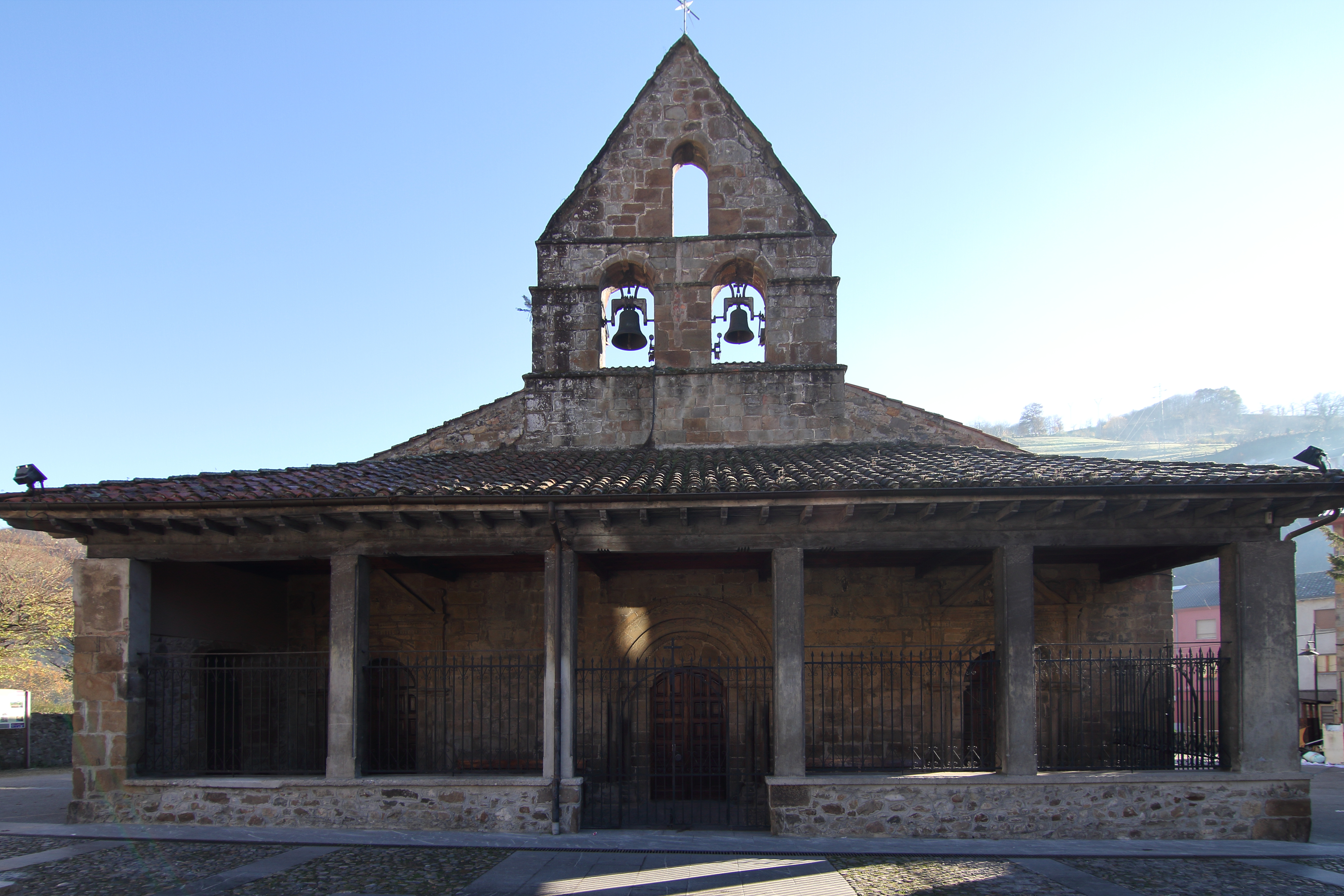
Iglesia de San Nicolás

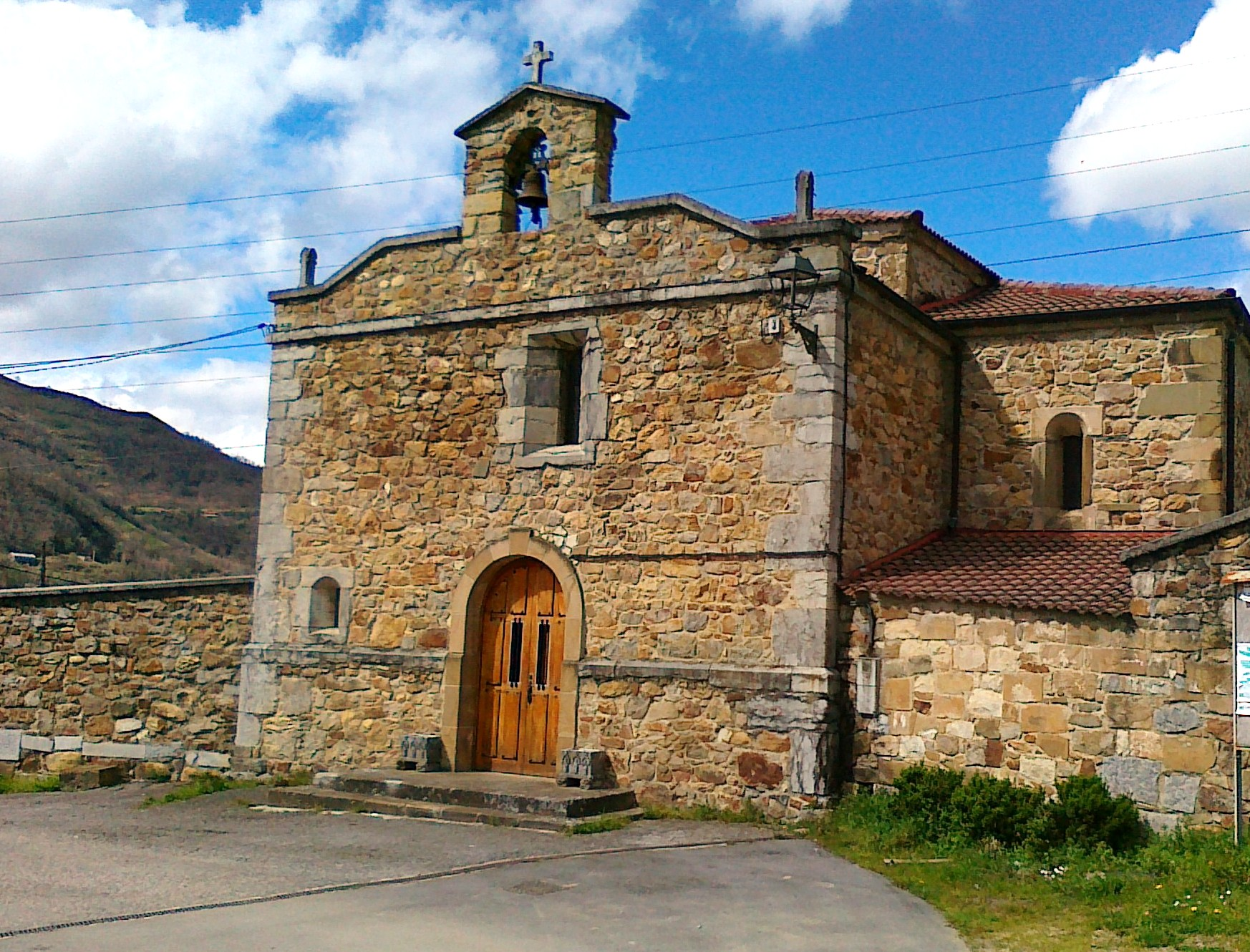
Santuario de la Virgen de Otero

El concejo de Laviana tiene muchos monumentos y obras arquitectónicas entre las que destacaremos:
- El Torreón, de El Condado, declarado Monumento Histórico Artístico. Aunque se creía romano su estructura es de la Baja Edad Media. Su planta es rectangular pero muy deteriorada por los añadidos de hormigón para evitar su desplome. Es de tres pisos con escasas saeteras, el primer piso era utilizado como calabozo, al segundo se accede por un arco de medio punto y al tercero está prácticamente cerrado a la luz. El remate de la torre original era almenado y en la actualidad está limitado por un murete de hormigón.

- La casa natal de Armando Palacio Valdés, en la parroquia de Entrialgo, es una casona rural del siglo XVIII, de planta rectangular y fachada simétrica. Está compuesta de tres cuerpos, dos laterales y el central más adelantado. El eje principal lo forma la puerta adintelada con dos pequeñas ventanas, en el piso superior tiene un balcón y dos ventanas. Los cuerpos laterales con la misma distribución, dos ventanas en el piso bajo y un corredor de madera en el superior.

- La iglesia de San Nicolás, en la parroquia de Villoria, es el único ejemplo de la arquitectura románica, es Monumento Histórico Artístico. Es del siglo XII, de su estructura original solo queda su portada románica, el resto es una reconstrucción del siglo XVII. Su estructura es de tres naves divididas por arcos sobre columnas con transepto y cabecera cuadrada con sacristía y capilla, la nave central tiene bóveda de arista. Su portada románica está formada por triple arquivolta, las arquivoltas interiores son de arco rebajado, las arquivoltas exteriores tienen similar diseño con motivos de zig-zag, sostenidas por columnas de delgado fuste con capiteles con elementos vegetales. La portada está flanqueada por otras dos de tipo herreriano con pilastras acanaladas que sostienen un frontón triangular rematado en bolas. En su interior se destaca un retablo barroco del siglo XVIII.

- El Santuario de Nuestra Señora de Otero es de planta de cruz latina. Su fachada es sencilla con un arco de medio punto. El lateral izquierdo de la iglesia presenta una ventana formada por tres arquillas de herradura sobre columnas de fino fuste y capitel vegetal, en el interior destaca un retablo del siglo XVIII.

- La Casona de la familia Menéndez es Monumento Histórico Artístico. Es un conjunto de vivienda y capilla adosada, formando todo ello una estructura rectangular. Está realizado en mampostería y sus vanos alternan balcones con ventanas. La capilla tiene una altura mayor, su acceso es a través de una arcada de medio punto sobre el que se sitúa el escudo familiar.

- Patrimonio industrial, derivado de la actividad minera relacionada con el concejo de Laviana. Quedan algunos testigos de esta actividad como las Tolvas, el Pozo Carrio, la bocamina de La Sota, el puente de Rimoria, las Minas de Coto Musel, la antigua fábrica de cobre de El Condao o la estación de Pola, entre otros.

Otros ejemplos a destacar son sus barriadas surgidas por el ensanche de la Pola, destacando la barriada de Fontoria, la de Blanca Nieves, la de Barredos y la iglesia de San José Obrero, etc.

### Festejos

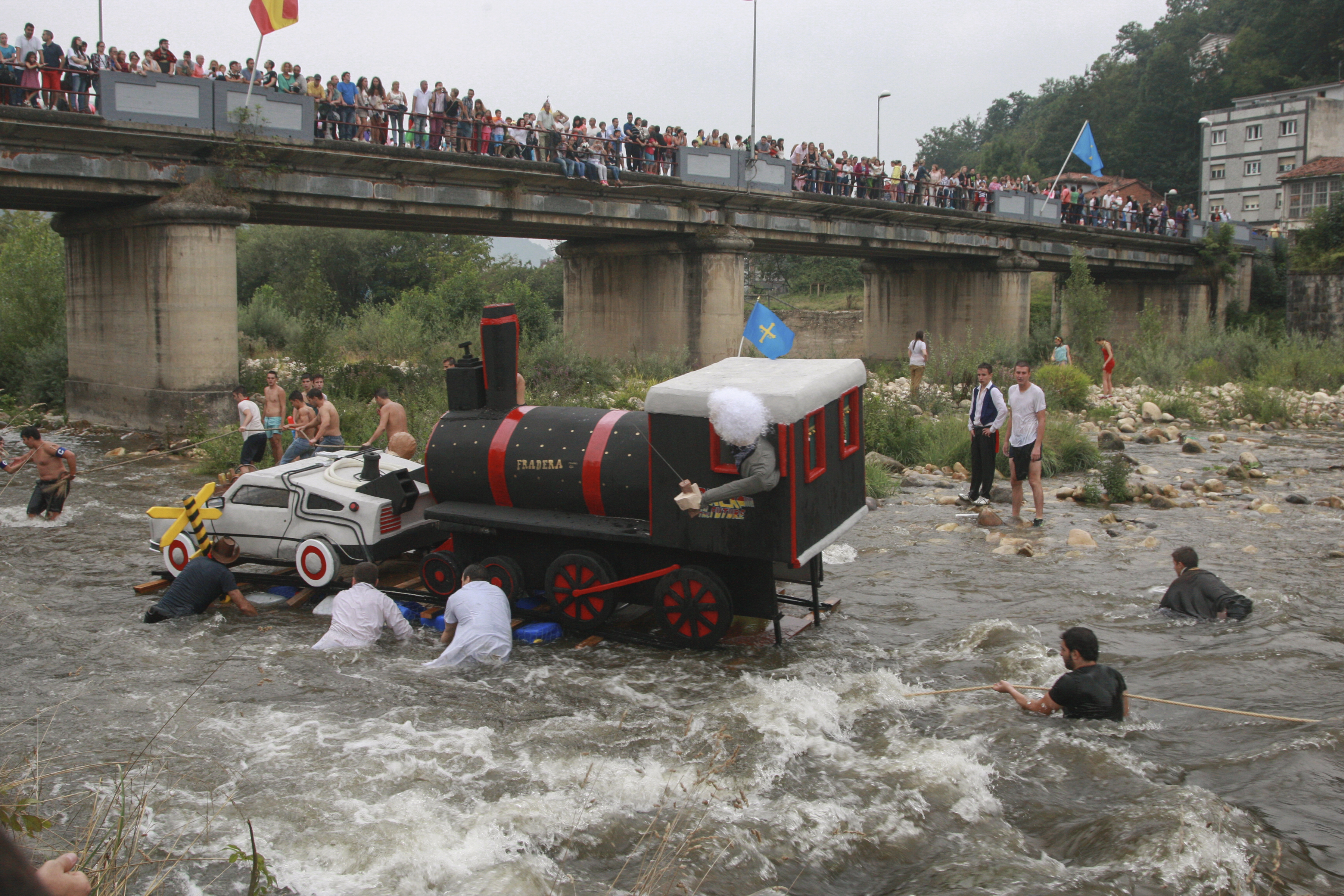
Descenso folclórico del Nalón

Laviana cuenta con una biblioteca municipal y el Centro de Innovación del Alto Nalón (CIDAN), un espacio municipal para el desarrollo de diferentes tipos de actividades lúdicas y culturales.
El concejo celebra sus jornadas gastronómicas la segunda semana del mes de marzo. El plato tradicional del concejo es el cabrito con patatines que se finaliza con unos bartolos de postre. 
Laviana es sede de numerosas celebraciones festivas a lo largo del año:
- Fiestas de la Xarana de Primavera (Pola de Laviana), abril
- Fiestas de Santa Rita (Boroñes), mayo
- Fiestas de San Antonio (Villoria), junio
- Fiestas de La Chalana, julio
- Fiesta mayor de Nuestra Señora de Otero (Pola de Laviana), agosto
- Descenso Folclórico del Nalón, Fiesta de Interés Turístico Nacional, agosto
- Fiestas de San Justo (Llorío), agosto
- Fiestas de El Cristo (El Condao), septiembre
- Fiestas de La Pontona (Pola de Laviana), octubre

### Deporte
Laviana cuenta con un equipo de fútbol histórico, el Real Titánico. Fundado en 1912, históricamente ha militado en la Tercera División asturiana. Sin embargo los últimos años ha tenido algunos problemas y actualmente milita en primera regional. Algunos jugadores conocidos a nivel regional han sido Toño Velázquez, Simón, Senén o Berto. Yosu Uribe, actual entrenador de la Ponferradina entrenó al club lavianés en la temporada 91/92.
El otro club de Laviana es el Alcava, básicamente dedicado al fútbol base y sin equipo de categoría superior. Su equipo juvenil ascendió la temporada 2008-2009 a la Liga Nacional juvenil. Tras descender, logró un nuevo ascenso a la Liga Nacional juvenil en la temporada 2017-2018 Su futbolista más reconocido es Roberto Canella, jugador del Sporting de Gijón.
En otros deportes, Laviana cuenta con una escuela de atletismo con varios deportistas de categoría nacional, como Magnolia Iglesias, Además existen o equipos de deporte base de baloncesto, balonmano y natación. En los últimos años el duatlón ha adquirido cierta fama de mano del club local Desnivel.
Quizás el deportista más destacado sea el karateka Valentín Marcos Nieto, miembro del equipo nacional español, múltiples veces Campeón de España, así como Campeón Europeo y Mundial en categorías inferiores.